# Новиков, Андрей Евгеньевич
Андрей Евгеньевич Новиков (род. 10 марта 1983 года) — российский учёный-мелиоратор, член-корреспондент РАН (2022).

## Биография
Родился 10 марта 1983 года в г. Мирный.
В 2006 году — с отличием окончил Волгоградскую государственную сельскохозяйственную академию.
В 2009 году — защитил кандидатскую диссертацию, тема: «Чизельно-отвальная агротехническая мелиорация почвы при возделывании кукурузо-бобовых смесей в условиях орошения».
В 2015 году — защитил докторскую диссертацию, тема: «Совершенствование способов и технологий комплексной агротехнической мелиорации земель на Юге России», учёная степень доктора технических наук была присвоена в 2016 году.
С 2010 года — ведет преподавательскую деятельность на кафедре «Процессы и аппараты химических производств» Волгоградского государственного технического университета, где прошел путь от старшего преподавателя до заведующего кафедрой.
В 2016 году — присвоено учёное звание доцента.
В июне 2021 года избран, а в сентябре 2021 года утвержден директором Всероссийского НИИ орошаемого земледелия.
В апреле 2022 года — присвоено почётное учёное звание профессора РАН.
В июне 2022 года — избран членом-корреспондентом РАН от Отделения сельскохозяйственных наук.

## Научная деятельность
Специалист в области мелиорации, рекультивации и охраны земель, водного хозяйства.
Автор более 400 работ, в том числе 6 монографий и 80 патентов.
Соавтор 2 монографий: «Моделирование гидродинамических процессов в центробежном поле гидроциклонов» (2017), «Физическое и математическое моделирование процессов центрифугирования» (2018); методического пособия «Проектирование и расчет систем дождевания и капельного орошения сельскохозяйственных культур» (2017); рекомендации «Научное обоснование дождевальной техники и режимов орошения сельскохозяйственных культур в Нижнем Поволжье».

## Награды
- Почётная грамота Министерства науки и высшего образования Российской Федерации
- Почётная грамота Российской академии наук (1 августа 2024) — за многолетний плодотворный труд, большой вклад в развитие сельскохозяйственной науки в области мелиорации земель и водного хозяйства и в связи со 100-летием основания федерального государственного бюджетного учреждения науки «Федеральный научный центр гидротехники и мелиорации имени А.Н. Костякова»